# Peyton Watson

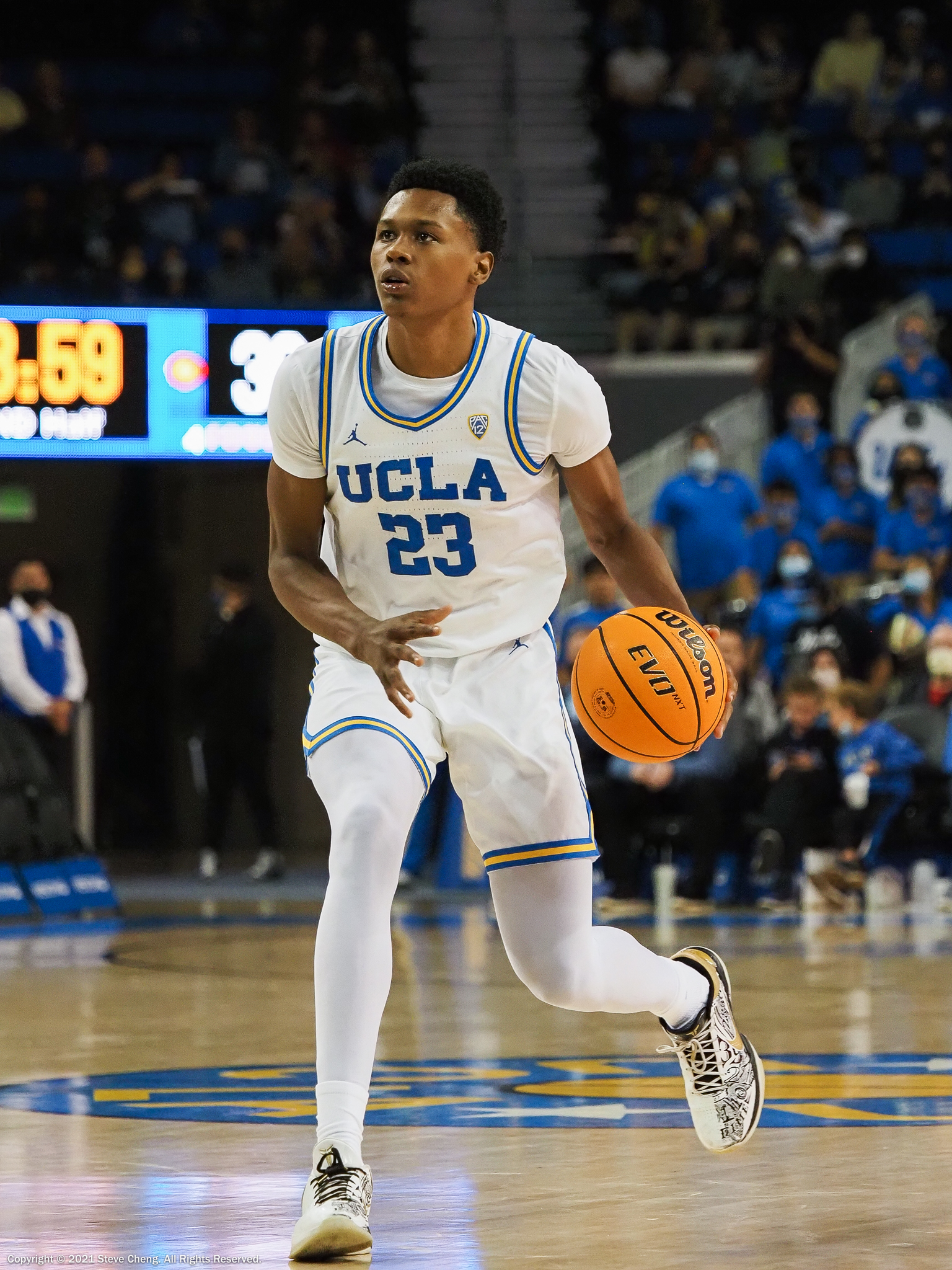
Peyton Watson, 2021.

Peyton Tyler Watson, född 11 september 2002 i Beverly Hills i Kalifornien, är en amerikansk professionell basketspelare (SG/SF) som spelar för Denver Nuggets i National Basketball Association (NBA).
Han var med om att vinna NBA-mästerskapet, tillsammans med Denver Nuggets, för säsongen 2022–2023.
Watson draftades av Oklahoma City Thunder i första rundan i 2022 års draft som 30:e spelare totalt.
Innan han blev proffs studerade Watson vid University of California, Los Angeles och spelade för deras idrottsförening UCLA Bruins.